# Soivionjärvi
Soivionjärvi är en sjö i Finland. Den ligger i kommunen Kuusamo i landskapet Norra Österbotten, i den nordöstra delen av landet, 700 km norr om huvudstaden Helsingfors. Soivionjärvi ligger 248 meter över havet. Den är 11,56 meter djup. Arean är 7,78 kvadratkilometer och strandlinjen är 32,47 kilometer lång. Sjön  ingår i Ijo älvs huvudavrinningsområde. 